# Nógrádsipek
Nógrádsipek es un pueblo ubicado en el condado de Nógrád, Hungría.

## Superficie
Posee una superficie de 20,12 kilómetros cuadrados.

## Demografía
Hasta 2021 la población era de 662 habitantes, con una densidad de población de 32,90 habitantes por kilómetro cuadrado.